# Miguel Mayoral y Medina
Miguel Mayoral y Medina (Guadalajara, 1831-Arnedillo, 1901) fue un médico, escritor y periodista español.

## Biografía
Nació en Guadalajara el 4 de julio de 1831. Médico y periodista, fue director del semanario Flores y Abejas (1894), además de colaborador de El Atalaya, La Verdad (Guadalajara, 1880) y El Eco de Guadalajara (1888). Miembro correspondiente de la Real Academia de la Historia y alcalde de su ciudad natal en dos ocasiones, falleció en el balneario de Arnedillo el 14 de junio de 1901.